# Pseudomma tanseii
Pseudomma tanseii är en kräftdjursart som beskrevs av Murano 1974. Pseudomma tanseii ingår i släktet Pseudomma och familjen Mysidae. Inga underarter finns listade i Catalogue of Life.